# Kristallögat
Kristallögat är Per Olov Enquists debutroman, utgiven i september 1961 av Norstedts.
Boken blev inte någon storsäljare; enligt Enquist själv såldes den i "164 exemplar". Dock lär boken ha fått en positiv recension i Smålandsposten. Enquist själv beskrev boken, i sin självbiografi år 2008, som "en ganska söt och välskriven men i grunden ointressant roman".